# رابرت استافورد
رابرت استافورد (به انگلیسی: Robert Stafford) سناتور سابق عضو حزب جمهوری‌خواه ایالات متحده آمریکا بود. وی در سال ۱۹۷۱ تا ۱۹۸۹ میلادی سناتور ایالت ورمانت در سنای ایالات متحده آمریکا بود.